# Don Carlos (Verdi)
Don Carlos je pětiaktová opera (grand opéra) skladatele Giuseppe Verdiho. Předlohou k opeře je hra Don Carlos německého básníka a dramatika Friedricha Schillera. Libreto k původní francouzské verzi opery napsali Joseph Méry a Camille du Locle. Opera se však uvádí také v italštině, často ve zkrácené čtyřaktové verzi. Celkem existuje sedm verzí této opery.
Příběh opery je založen na konfliktech v životě Carlose, knížete z Asturie (1545–1568). Ačkoli byl zasnouben s Alžbětou z Valois, část mírové smlouvy ukončující italskou válku v letech 1551–59 mezi rody Habsburků a Valois požadovala, aby se místo toho provdala za jeho otce Filipa II. Španělského.
Premiéra opery se konala 11. března 1867 v Théâtre Impérial de l’Opéra v Paříži. V průběhu dalších dvaceti let byla opera různě upravována, především krácena. V původní (ne premiérované) verzi, obsahující také dlouhou baletní scénu, má opera délku čtyři hodiny a je tak Verdiho nejdelší operou.

## Děj opery
[Základem níže předložené synopse je původní pětiaktová verze, složená v Paříži roku 1866, významné změny budou zvýrazněny v hranatých závorkách a posléze shrnuty v samostatném oddílu. První verše významných árií jsou uvedeny jak ve francouzské, tak italské jazykové mutaci.]

### První dějství
Les ve Fontainebleau, v zimě

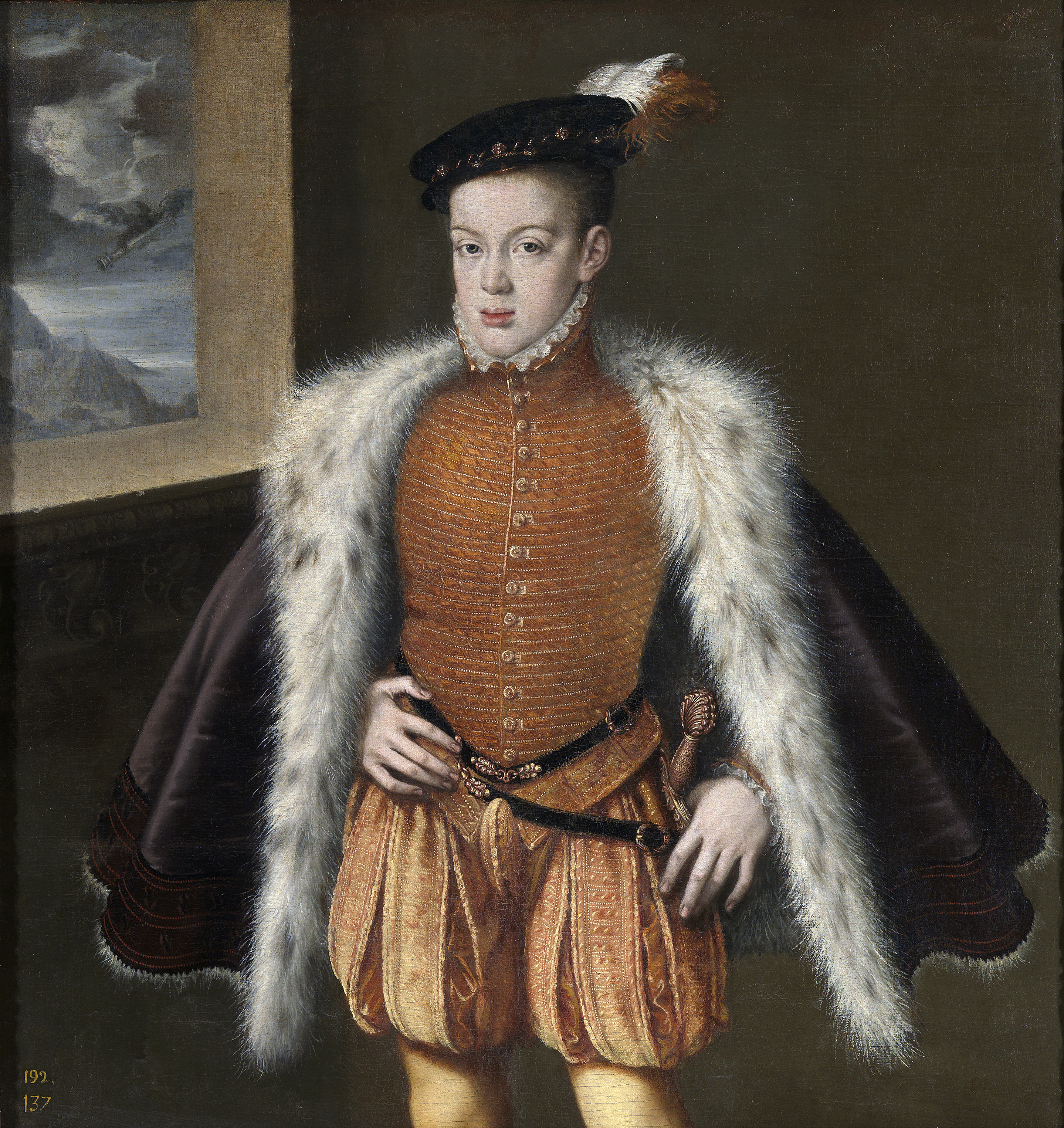
Portrét Dona Carlose od Sofonisby Anguissoly, 1560

Zazní preludium chóru dřevorubců a jejich žen, kteří si stěžují na svůj nelehký život, jejž ještě více zkomplikovala válka se Španělskem. Se svou družinou přijíždí Alžběta, dcera francouzského krále. Ujišťuje poddané, že její chystaný sňatek s Donem Carlosem, španělským infantem a synem krále Filipa II., učiní konec válce; posléze odjíždí.
[Tato scéna byla vypuštěna před pařížskou premiérou a nahrazena kratší variantou, v níž Alžběta přejde scénu, rozdá peníze dřevorubcům a opustí beze zpěvu jeviště.]
Carlos vychází z úkrytu. Viděl Alžbětu a zamiloval se (Árie: "Je l'ai vue" / "Io la vidi"). Když se Alžběta vrací, Carlos předstírá, že je členem delegace vévody z Lermy. Alžběta se jej zeptá na Dona Carlose, jejž neměla dosud příležitost potkat. Nakonec Carlos ukáže Alžbětě svůj portrét a ona sezná, že před ní stojí její snoubenec. Láska Dona Carlose je opětována. (Duet: "De quels transports poignants et doux" / "Di quale amor, di quanto ardor"). Dělostřelecká kanonáda dává na srozuměnou, že mezi Španělskem a Francií byl uzavřen mír. Na scénu přichází Thibault a sděluje Alžbětě překvapivou novinu, že její ruka byla přislíbena nikoli Donu Carlosovi, ale jeho otci. Když vévoda z Lermy a jeho družinící tuto zprávu potvrdí, je Alžběta zdrcena, ale cítí tíhu závazku pro udržení míru a odjíždí do Španělska. Obdobně zdrceného Dona Carlose zanechává samotného.
[Celé první dějství Verdi ve verzi z r. 1883 vypustil.]

### Druhé dějství
[Ve verzi z roku 1883 je toto první dějství]

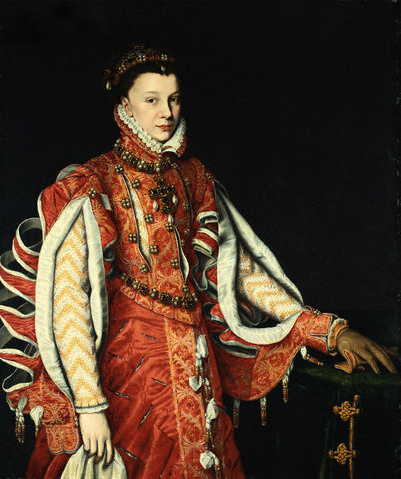
Portrét Alžběty z Valois, Juan Pantoja de la Cruz, 1565

Scéna 1: Klášter Saint-Just (San Jerónimo de Yuste) ve Španělsku
Scéna se odehrává krátce po sňatku Filipa II. s Alžbětou z Valois. Mniši se modlí za duši Filipova otce, římského císaře Karla V. Přední mnich vysvětluje, že pyšná duše císaře Karla byla pokořena jeho omyly a že neklid světa proniká i do tak posvátného místa, jakým je klášter. Mimo Nebesa není odpočinku.
Vstupuje Don Carlos trápený vědomím, že se jeho láska stala jeho nevlastní matkou.
[Ve verzi z roku 1883 zpívá revidovanou árii "Je l'ai vue" / "Io la vidi". Zatímco v mladší čtyřaktové verzi již ví, že si Alžbětu nemůže vzít, v původní árii ještě doufal ve sňatek.]
Carlos potkává svého velkého přítele Rodriga, markýze z Posy, právě se navrátivšího z utlačovaných Flander (Árie: "J'étais en Flandres").
[Tato část byla vypuštěna během úprav před premiérou]
Markýz se ptá na infantovy úmysly s flanderským lidem a Carlos se vyznává z lásky ke své maceše. Rodrigo je nejdříve šokován, ale posléze vyjadřuje s přítelem soucit. Povzbuzuje Carlose, aby opustil Španělsko, odešel do Flander, soustředil se na tamější politické problémy a tak zapomněl na svou bolest. Oba muži si slíbí věčné přátelství (Duet: "Dieu, tu semas dans nos âmes" / "Dio, che nell'alma infondere").
Král Filip s novomanželkou a družinou vstupují, aby uctili Karla V. u jeho hrobky, zatímco Don Carlos oplakává svou ztracenou lásku.
Scéna 2: Zahrada poblíž Saint-Just
V zahradě se zdržují dvorní dámy královny. Princezna Eboli, tajně zamilovaná do Dona Carlose, zpívá Píseň o závoji ("Au palais des fées" / "Nel giardin del bello") o maurském králi, který se snaží svést přitažlivou krásku v závoji, přičemž se posléze ukáže, že kráska je jeho vlastní zapuzená choť. Vstupuje Alžběta. Markýz z Posy ji předává list z Francie, ten ukrývá tajný dopis od Dona Carlose. Na Carlosovo naléhání (Árie: "L'Infant Carlos, notre espérance" / "Carlo ch'è sol il nostro amore") Alžběta svolí k soukromému setkání. Protože o Carlosově lásce k Alžbětě nemá princezna Eboli tušení, usoudí, že ona je tou, kterou Don Carlos miluje. Když jsou sami, Don Carlos vyjeví Alžbětě své zoufalství a prosí, aby se u krále přimluvila za jeho vyslání do Flander. Alžběta rychle souhlasí, čímž však Carlose bezděčně vyprovokuje k opětovnému vyznání lásky. Jeho lásku ona ovšem zbožně odmítá. Don Carlos rozrušeně odchází a volá, že musí snad být posedlý. Vstupuje král a rozzlobí jej, že v rozporu s dvorním protokolem spatřuje královnu samotnou a bez družiny. Jeho podezíravost královnu zraňuje. Když následně rozkazuje poslat zodpovědnou dvorní dámu, hraběnku z Arembergu, zpět do Francie, Alžběta zpívá bolestnou árii na rozloučenou (Árie: "Oh ma chère compagne" / "Non pianger, mia compagna").
Král si předvolává markýze z Posy, jehož aktivity i charakter mu imponují, a nabízí mu odměnu za věrné služby. Posa proto prosí krále, aby přestal s útlakem flanderského lidu. Filip označí markýzův idealismus za nerealistický a varuje jej, že jeho aktivity jsou pod drobnohledem Velkého inkvizitora. Zároveň mu svěřuje, že se obává, že Don Carlos má tajný poměr s královnou. Posa deklaruje Carlosovu nevinnost a nabízí, že bude na svou osobní zodpovědnost dohlížet na Alžbětino poctivé jednání. Král Posovu nabídku vděčně přijímá a opětovně jej varuje před inkvizitorem.
[Tento dialog Verdi třikrát přepracoval.]

### Třetí dějství
[Dějství druhé ve verzi z roku 1883]
Scéna 1: Večer v královniných madridských zahradách
Unavená Alžběta si přeje odpočívat a nabýt sil pro královskou korunovaci, která se má konat příštího dne. Aby nikoho neznepokojila svou nepřítomností na královském plese, dá princezně Eboli svou masku, čímž se bude zdát, že je stále přítomna.
[Tato scéna byla roku 1883 vypuštěna.]
[Na tomto místě následoval při premiéře balet, nazvaný "La Pérégrina". Choreografem baletu byl Lucien Petipa ]
Vstupuje Don Carlos a když vidí domnělou královnu, opětovně jí vyznává lásku. Když však spatří obličej princezny Eboli, ucukne. Eboli vytuší jeho tajemství. Vyděšený Don Carlos prosí o slitování. Vstupuje markýz z Posy. Eboli vyhrožuje, že poví králi, že Don Carlos a královna jsou milenci. Posa ji varuje, aby jej neobcházela, neboť on je králův důvěrník. Princezna Eboli temně poznamená, že ona je mocný a nebezpečný nepřítel, o jehož síle nemá markýz tušení (princezna je Filipovou milenkou, to však je zatím tajemstvím). Posa tasí dýku, aby princeznu zabil, ale rozhodne se ji ušetřit se slovy, že důvěřuje v Pána. Pomstychtivá a rozzuřená princezna odchází. Posa nabádá Dona Carlose, aby mu odevzdal veškeré důvěrné materiály týkající se Flander, a Carlos, po počátečním váhání, neboť si je vědom Rodrigovy pozice králova důvěrníka, souhlasí. Muži si opět odpřísáhnou věrné přátelství.
Scéna 2: Před katedrálou ve Valladolidu
Konají se velké přípravy na "autodafé", po němž má následovat upálení prokázaných heretiků. Zatímco lidé slaví, mniši táhnou odsouzence k hranici. Následuje královský průvod. Filip II. promluví a slibuje, že je hotov chránit svůj lid ohněm a mečem. Vstupuje Don Carlos se šesti vlámskými vyslanci, kteří žádají o svobodu pro svou vlast. Ačkoli jejich prosba nachází ohlas u dvora i u lidu, král, podporovaný mnichy, nechává vyslance zatknout. Rozlícený Carlos tasí na krále meč. Král volá o pomoc, ale stráže si netroufají na infanta zaútočit. Vstupuje Posa a Carlose odzbrojuje. Vděčný král povyšuje Posu na vévodu. Mniši zapalují hranici a při sílících plamenech zaznívá nebeský hlas, slibující odsouzencům věčný mír.

### Čtvrté dějství
[Dějství třetí ve verzi z roku 1883]
Scéna 1: Soumrak v madridské komnatě krále Filipa II.
O samotě ve své komnatě si blouznící král stýská, že Alžběta jej nikdy nemilovala, že jej jeho úřad nutí k věčné bdělosti a že se pořádně vyspí až v královské hrobce v Escorialu (Aria: "Elle ne m'aime pas" / "Ella giammai m'amò"). Je ohlášen slepý devadesátiletý Velký inkvizitor, který se posléze všourá do místnosti. Král se zeptá, zda bude mít církev námitky, když odsoudí k smrti svého syna. Velký inkvizitor odpoví, že panovník bude v dobré společnosti: samotný Bůh obětoval svého Syna. Na oplátku za svou podporu inkvizitor vyžaduje smrt Posy. Král nejdříve odmítá zabít milovaného a obdivovaného přítele, avšak Velký inkvizitor králi připomíná, že inkvizice je mocna sesadit každého panovníka. vždyť již dříve vytvořila či zničila jiné vůdce. Přemožený a vyděšený král žádá inkvizitora, aby zapomněl na právě proběhlou diskusi. Stařec odpoví "Peut-être" / "Forse!" – Možná! – a odejde. Král si bolestně povzdechne, že je proti církvi bezmocný.
Vstupuje Alžběta, zneklidněná právě odhalenou krádeží své šperkovnice. Ukáže se, že za zmizením šperkovnice stojí král. Ukáže portrét Dona Carlose, který v ni byl, a obviní královnu z nevěry. Alžběta protestuje, že je nevinná, ale když jí ten začne vyhrožovat, omdlí. Královo volání o pomoc přivolá princeznu Eboli a vévodu Posu. Jejich nářek nad podezřením vede ke královu prozření a on lituje své žaloby ("Maudit soit le soupçon infâme" / "Ah, sii maledetto, sospetto fatale"). Vévoda Posa se rozhodne zachránit Dona Carlose, i kdyby to mělo znamenat jeho vlastní smrt. Eboli si vyčítá, že zradila královnu. Ta se mezitím probouzí a vyjadřuje vlastní zoufalství.
[Tento kvartet Verdi v roce 1883 revidoval.]
Alžběta a princezna Eboli jsou ponechány o samotě.
[Duet: "J'ai tout compris", před premiérou odstraněný]
Eboli přiznává, že to byla ona, kdo řekl králi o poměru Dona Carlose s Alžbětou, aby se tak pomstila za odmítnutí, jehož se jí dostalo. Zároveň doznává, že ona sama je královou milenkou. Alžběta jí nařizuje buď odejít do exilu, nebo vstoupit do kláštera. Po Alžbětině odchodu osamělá princezna proklíná svou krásu a pýchu. Dává si předsevzetí, že zachrání Dona Carlose před inkvizicí (Aria: "O don fatal" / "O don fatale").
Scéna 2: Ve vězení
Don Carlos byl uvězněn. Přichází Posa a sděluje Carlosovi, že jej zachránil před popravou tím, že dovolil své vlastní uvěznění. Záminkou k obžalobě vévody Posy se staly dokumenty, které si Posa dříve od Carlose vyžádal. (První část árie: "C'est mon jour suprême" / "Per me giunto è il dì supremo"). Objeví se stinná postava – jeden z vrahů Velkého inkvizitora – a střelí Posu do hrudi. Umírající Posa sdělí Carlosovi, že se příštího dne má setkat s Alžbětou v Saint-Just a dodá, že smyslem jeho smrti je, aby jeho přítel zachránil Flandry a vládl nad šťastnějším Španělskem (druhá část árie: "Ah, je meurs, l'âme joyeuse" / "Io morrò, ma lieto in core"). Vchází král, aby daroval svému synovi milost v souladu s Posovými úmysly. Carlos otce obviní, že to on zabil vévodu. Král spatří jeho tělo a bolestně vykřikne.
[Duet: Carlos a Král - "Qui me rendra ce mort ?" /"Chi rende a me quest'uom". Duet Verdi vyškrtl ještě před pařížskou premiérou a melodii později použil na jiném místě: stala se základem pasáže Lacrimosa v Messa da Requiem z roku 1874.]
Za zvuku zvonů vstupují Alžběta a princezna Eboli. Dav se tlačí do vězení, dožaduje se Carlosova osvobození a vystraší krále. V nastalém zmatku uniká Carlos s princeznou Eboli. Dav je nejdříve před králem smělý, ale posléze se zalekne příchodu Velkého inkvizitora. Lid okamžitě poslechne inkvizitorův hněvivý příkaz, aby vzdal králi náležitou úctu.
[Některá uvedení po r. 1867 skončila toto dějství smrtí vévody Posy. Ve verzi z r. 1883 Verdi následné scény zkrátil, ale ponechal, neboť by pak nebylo jasné, jak princezna Eboli splnila svůj slib.]

### Páté dějství
[Dějství čtvrté ve verzi z roku 1883]
Klášter San Jerónimo de Yuste
Alžběta klečí před hrobkou Karla V. Je odhodlána pomoci Donu Carlosovi k naplnění jeho osudu ve Flandrech, avšak pro sebe žádá už jen smrt (Árie: "Toi qui sus le néant" / "Tu che le vanità"). Objevuje se Carlos a říká, že už překonal své tužby; nyní již miluji ji počestně, jako syn milující svou matku. Naposledy se rozloučí a slíbí si setkání v Nebi (Duet: "Au revoir dans un monde où la vie est meilleure" / "Ma lassù ci vedremo in un mondo migliore").
[Tento duet Verdi dvakrát přepracoval]
Vstupují král a Velký inkvizitor. Král dovozuje milenecký vztah dvojice a vyžaduje okamžitou smrt provinilců. Velký inkvizitor dodává, že inkvizice splní svou povinnost. Následuje krátký soud a odsouzení.
[Scéna soudu je verzi z r. 1883 vypuštěna a není zaznamenána na žádné nahrávce.]
Carlos, vzývající Boží ochranu, tasí meč a je připraven bojovat se strážemi. Navzdory přesile bojuje hrdě. Náhle se zpoza Karlovy hrobky vynoří záhadná postava (Mnich). Uchopí Carlose za rameno a hlasitě zvolá, že bouře světa strhávají i církev – pouze v nebi dojdeme spočinutí. Král i Velký inkvizitor rozpoznají Mnichův hlas – je to Filipův otec Karel V., pokládaný již za mrtvého. Všichni křičí děsem i údivem, zatímco Mnich vtahuje Carlose do hrobky a zavírá vchod.

## Verze

### Škrty před premiérou a první publikovaná verze
Verdi provedl několik škrtů již roku 1866, poté co operu dokončil (ale ještě předtím, než do ní zařadil balet). Opera byla totiž velmi dlouhá. Vyškrtnuty byly následující části:
- duet Alžběty a dvorní dámy princezny Eboli ve čtvrtém dějství, výstupu prvém
- duet Carlose a krále po Posově smrti ve čtvrtém dějství, výstupu druhém
- výměna masek mezi Alžbětou a princeznou Eboli během povstání ve stejném výstupu

Poté, co Verdi zkomponoval a zařadil balet, zjistilo se při provedení roku 1867, že opera neskončí bez dalších škrtů před půlnocí (kdy odjížděly poslední vlaky do pařížských předměstí). Verdi poté autorizoval další škrty:
- začátek prvního dějství se sborem dřevorubců a jejich žen, včetně prvního Alžbětina výstupu
- krátké vstupní sólo Posovo ("J'étais en Flandres") ve druhém dějství, výstupu prvním
- část dialogu mezi králem a Posou na konci druhého dějství, výstupu druhém

Ve svém prvním tištěném vydání v době premiéry obsahovala opera původní Verdiho verzi bez výše uvedených škrtů, ale včetně baletu.

## Obsazení
- Filip II., král Španělska (bas)
- Don Carlos, infant španělský, jeho syn (tenor)
- Rodrigo, markýz z Posy a přítel Dona Carlose (baryton)
- Alžběta z Valois, královna Španělska (soprán)
- Kněžna z Eboli, dvorní dáma Alžběty (mezzosoprán)
- Velký inkvizitor (bas)
- Mnich, duch římského císaře a španělského krále Karla V. (bas)
- Hrabě z Lermy (tenor)
- Páže Tebaldo (soprán)
- Hlas z nebes (soprán)
- Šest vyslanců z Flander (basy)
- Sbory

## Instrumentace
- smyčce: housle, violy, violoncella, kontrabasy
- dřeva: pikola (alternující s flétnou), 2 flétny, 2 hoboje (druhý alternující s anglickým rohem), 2 klarinety, 4 fagoty
- žestě: 4 lesní rohy, 3 kornety, 2 trubky, 3 pozouny, cimbasso
- bicí: tympány, basový buben, činely, triangl, zvonkohra ve Fis dur a v e moll
- harfa